# Deidesheim
Deidesheim är en stad i Landkreis Bad Dürkheim i förbundslandet Rheinland-Pfalz i Tyskland.
Staden ingår i kommunalförbundet Verbandsgemeinde Deidesheim tillsammans med ytterligare fyra kommuner.